# Räddningsstation Torekov
Räddningsstation Torekov är en av Sjöräddningssällskapets räddningsstationer.
Räddningsstation Torekov ligger i hamnen i Torekov. Den inrättades 1938 och har 24 frivilliga sjöräddare. 
Räddningsstation Torekov är en av Sveriges äldsta räddningsstationer. Den grundades 1864 av Lotsverket och hade då fem man en raketapparat för att undsätta nödställda besättningar från land. Den fick en roddlivräddningsbåt med vagn 1891, samtidigt som ett båthus i tegel uppfördes vid Ydrehall.
Räddningsstationen fick 1938 motorlivbåten "Torekov", varefter stationen överläts till Sjöräddningssällskapet. Denna räddningsbåt flyttades 1945 till den nya räddningsstationen i Kåseberga och ersattes av Bernhard Ingelsson, som hade skrov av stål.
År 1974 lades stationen ned, och Bernhard Ingelsson flyttades till Svanshall/Mölle. Uppfattningen var då att Kustbevakningen också skulle svara för sjöräddningen. Den togs åter i drift i juli månad 1991.

## Räddningsfarkoster
- 12-19 Rescue Gripen, ett 11,8 meter långt räddningsfartyg av Victoriaklass, byggt 2006
- Rescue Annie av Gunnel Larssonklass, byggd 2016
- 3-52 Rescuerunner Livbojen Torekov, tillverkad 2012

## Tidigare räddningsfarkoster
- 8-26 Märtha, en 8,4 meter lång räddningsbåt av Gunnel Larssonklass, byggd 2009, flyttad till Räddningsstation Käringön